# Sytze Roelof Beinema
Sytze Roelof Beinema (Haarlem, 8 mei 1894 - Kamp Vught, 11 augustus 1944) was een verzetsman en een van de grondleggers van het verzet in Dordrecht.

## Verzetsloopbaan
Bij het uitbreken van de Tweede Wereldoorlog werkte Roel Beinema als technisch opzichter 1e klasse bij het Dordtse Gemeentelijk Electriciteits Bedrijf. Hij woonde in Dordrecht op het adres Singel 104c, drie deuren van hem vandaan huisde de Politieke Politie.
In april 1942 werd hij betrokken bij de verzorging van de zogenaamde zeemanspot; het ging hier om het inzamelen van geld voor zeemansvrouwen wier mannen op zee waren. De bezettingsmacht onthield achtergebleven familieleden iedere vorm van steun als deze zeelieden niet naar Nederland terugkeerden.
Beinema was een gelovig mens en verbonden aan de gereformeerde Wilhelminakerk aan de Blekersdijk te Dordrecht. In een zaaltje in die kerk werd door de opvolgers van Beinema vaak vergaderd. Hij begon elke vergadering met gebed. Onder de achterste rij kerkbanken in de Wilhelminakerk bevond zich een geheime bergplaats waar de verzetsgroep gebruik van maakte.
Als opzichter in de buitendienst van het elektriciteitsbedrijf kwam Beinema in aanraking met veel mensen in de Alblasserwaard en Vijfheerenlanden; hierdoor, en door het feit dat hij over een auto van het elektriciteitsbedrijf beschikte, lukte het hem om levensmiddelen voor onderduikers naar de stad te krijgen. Beinema werd naast zijn werk voor de zeemanspot in 1943 ook districtsleider van de Landelijke Organisatie voor Hulp aan Onderduikers afdeling Dordrecht. Hij was in het bezit van een vervalst persoonsbewijs met zijn foto op naam van Sytze Roelof Erlings, Onderwijzer, geboren 8 mei 1894 te Amsterdam.
18 april 1944 is Beinema in zijn huis gearresteerd. Hierbij was de Nederlandse politieman Harry Evers betrokken. Enkele andere leden van het verzet werden elders opgepakt. Het nieuws van de arrestaties verspreidde zich snel in illegale kringen, en velen wisten tijdig elders onder te duiken. Een afdeling van de LKP uit Rotterdam is nog benaderd voor een bevrijdingspoging, maar voordat zij konden ingrijpen, is Beinema verplaatst naar het hoofdbureau van politie aan het Haagsche Veer in Rotterdam. In Rotterdam is nog geprobeerd om Beinema vrij te kopen, maar dat mislukte omdat een ander voor ging. Hij werd van daaruit naar Kamp Vught gebracht, waar hij 11 augustus 1944 is gefusilleerd.